# Héctor Lucero
Héctor Maximiliano Lucero (Chimbas, 10 januari 1982) is een Argentijns wielrenner die anno 2018 rijdt voor Equipo Continental Municipalidad de Pocito.

## Carrière
In zowel 2011, 2012, als in 2015 won Lucero een etappe in de Ronde van San Juan, die die jaren niet op de UCI-kalender stond. Zijn eerste UCI-overwinning behaalde hij in 2017, toen hij de vijfde etappe van de Ronde van Uruguay won. Later in die etappekoers won hij ook de achtste en negende etappe en eindigde hij bovenaan het puntenklassement. In 2018 won Lucero wederom een etappe in de Uruguayaanse etappekoers.

## Overwinningen
2017
5e, 8e en 9e etappe Ronde van Uruguay
Puntenklassement Ronde van Uruguay
2018
4e etappe Ronde van Uruguay

## Ploegen
- 2017 –  Equipo Continental Municipalidad de Pocito
- 2018 –  Equipo Continental Municipalidad de Pocito

Atencio · González · Juárez · Julio · Lucero · Moyano · Pereyra · Rivera · D. Tivani · G. Tivani
Arriagada · Atencio · Cobarrubia · González · Lucero · Melivilo · Mendoza · Miranda · Moyano · Pereyra · G. Tivani · D. Tivani